# Acrocercops astericola
Acrocercops astericola är en fjärilsart som först beskrevs av Frey och Boll 1873.  Acrocercops astericola ingår i släktet Acrocercops och familjen styltmalar. Inga underarter finns listade i Catalogue of Life.